# Pisinna vincula
Pisinna vincula is een slakkensoort uit de familie van de Anabathridae. De wetenschappelijke naam van de soort is voor het eerst geldig gepubliceerd in 1950 door Laseron.